# Jyhan Artut
Jyhan Artut (Holzminden, 1976. október 9. –) német dartsjátékos. 2003-tól 2007-ig a British Darts Organisation, majd 2007-től a Professional Darts Corporation tagja. Beceneve "The Eagle".
Édesapja török, édesanyja német.

## Világbajnoki szereplései

### PDC
- 2010: Második kör (vereség  Robert Thornton ellen 1–4)
- 2011: Első kör (vereség  Denis Ovens ellen 1–3)
- 2012: Első kör (vereség  Gary Anderson ellen 2–3)
- 2015: Első kör (vereség  Phil Taylor ellen 0–3)
- 2016: Első kör (vereség  Stephen Bunting ellen 0–3)

## Tornagyőzelmei

### Egyéb tornagyőzelmek
- GDC Ramada Hotel Koln: 2009 (x2)